# Jack Solomon
Pour les articles homonymes, voir Solomon.
Jack Solomon est un ingénieur du son américain né le 8 mars 1913 à New York (État de New York) et mort le 8 novembre 2002 à Los Angeles (Californie).

## Filmographie (sélection)
- 1953 : La Lune était bleue (The Moon Is Blue) d'Otto Preminger
- 1954 : Bronco Apache (Apache) de Robert Aldrich
- 1955 : L'Homme au bras d'or (The Man With the Golden Arm) d'Otto Preminger
- 1955 : En quatrième vitesse (Kiss Me Deadly) de Robert Aldrich
- 1958 : Meurtre sous contrat (Murder by Contract) d'Irving Lerner
- 1958 : L'Homme de l'Ouest (Man of the West) d'Anthony Mann
- 1958 : Le Petit Arpent du bon Dieu (God's Little Acre) d'Anthony Mann
- 1959 : Autopsie d'un meurtre (Anatomy of a Murder) d'Otto Preminger
- 1959 : Les Cavaliers (The Horse Soldiers) de John Ford
- 1960 : Alamo (The Alamo) de John Wayne
- 1960 : Les Sept Mercenaires (The Magnificent Seven) de John Sturges
- 1961 : Le Cid (El Cid) d'Anthony Mann
- 1962 : Le Jour du vin et des roses (Days of Wine and Roses) de Blake Edwards
- 1962 : Qu'est-il arrivé à Baby Jane ? (What Ever Happened to Baby Jane?) de Robert Aldrich
- 1962 : Le Shérif de ces dames (Follow That Dream) de Gordon Douglas
- 1963 : Quatre du Texas (Four for Texas) de Robert Aldrich
- 1963 : Le Grand McLintock (McLintock!) d'Andrew V. McLaglen
- 1967 : Le Lauréat (The Graduate) de Mike Nichols
- 1967 : La Route de l'Ouest (The Way West) d'Andrew V. McLaglen
- 1968 : Funny Girl de William Wyler
- 1969 : Hello, Dolly! de Gene Kelly
- 1970 : L'Insurgé (The Great White Hope) de Martin Ritt
- 1971 : Kotch le papy sitter (Kotch) de Jack Lemmon
- 1972 : Tout ce que vous avez toujours voulu savoir sur le sexe sans jamais oser le demander (Everything You Always Wanted to Know About Sex (But Were Afraid to Ask)) de Woody Allen
- 1973 : Woody et les Robots (Sleeper) de Woody Allen
- 1973 : Nos plus belles années (The Way We Were) de Sydney Pollack
- 1973 : Les Horizons perdus (Lost Horizon) de Charles Jarrott
- 1975 : La Cité des dangers (Hustle) de Robert Aldrich
- 1975 : Funny Lady d'Herbert Ross
- 1976 : King Kong de John Guillermin
- 1976 : Missouri Breaks (The Missouri Breaks) d'Arthur Penn
- 1979 : Meteor de Ronald Neame
- 1980 : Tu fais pas le poids, shérif ! (Smokey and the Bandit II) d'Hal Needham
- 1981 : L'Équipée du Cannonball (The Cannonball Run) d'Hal Needham
- 1991 : Le Vol de l'Intruder (Flight of the Intruder) de John Milius

## Distinctions
- Oscar du meilleur mixage de son

### Récompenses
- en 1970 pour Hello, Dolly!

### Nominations
- en 1972 pour Kotch le papy sitter
- en 1976 pour Funny Lady
- en 1977 pour King Kong
- en 1979 pour La Fureur du danger
- en 1980 pour Meteor